# Jim Stewart (produttore discografico)
Jim Stewart (Middleton, 29 luglio 1930 – Memphis, 5 dicembre 2022) è stato un produttore discografico statunitense.
È stato dirigente e cofondatore della etichetta discografica Stax Records insieme alla sorella Estelle Axton.

## Biografia
Cresciuto in una azienda agricola di Middleton, Tennessee, nel 1948 si trasferisce a Memphis e dopo aver svolto il servizio militare diviene impiegato di banca.
Violinista per passione, suona con alcune band country locali, nel 1959 decide poi di unire le forze economiche con la sorella Estelle Axton per lanciare un'etichetta discografica, la Satellite Records che in poco tempo diventerà Stax Records, rivale sudista della Motown Records di Detroit.
Nel 2002 è stato introdotto nella Rock and Roll Hall of Fame.